# Aepisaurus
Aepisaurus (som härrör från det grekiska: αἰπεινός - "höga/hög" och σαυρος - "ödla", det vill säga "upphöjda ödla") var en släkte av sauropoder dinosaurier från Albian ålder krita Grès vert av Départment du Vaucluse, Frankrike, cirka 100 miljoner år sedan. Det är en obskyr släkte från en okänd familj, som representeras av en enda överarmsbenet, nu förlorat. Trots sin brist på popularitet, eller kanske på grund av det, det har felstavat flera sätt i den vetenskapliga litteraturen, med flera datum ges till år beskrivning också.